# Porsche Supercup
Porsche Supercup är ett internationellt GT-mästerskap som körs med Porsche 911 GT3-bilar tillsammans med Formel 1 på banor i Europa och Asien. 
Man kör med enhetsdäck från Michelin. Bland berömda förare som kört serien finns bland andra Jean-Pierre Jarier, Marco Werner, Jeroen Bleekemolen och Uwe Alzen.

## Säsonger

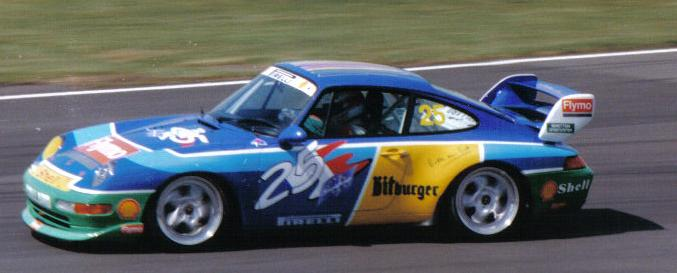
Emmanuel Collard i Porsche Supercup 1995 på Silverstone Circuit.

| Säsong | Mästare             | Tvåa               | Trea                |
| ------ | ------------------- | ------------------ | ------------------- |
| 1993   | Altfrid Heger       | Uwe Alzen          | Enzo Calderari      |
| 1994   | Uwe Alzen           | Emmanuel Collard   | Jean-Pierre Malcher |
| 1995   | Jean-Pierre Malcher | Jürgen von Gartzen | Emmanuel Collard    |
| 1996   | Emmanuel Collard    | Jürgen von Gartzen | Patrick Huisman     |
| 1997   | Patrick Huisman     | Oliver Mathai      | Dominique Dupuy     |
| 1998   | Patrick Huisman     | Oliver Mathai      | Altfrid Heger       |
| 1999   | Patrick Huisman     | Oliver Mathai      | Stéphane Ortelli    |
| 2000   | Patrick Huisman     | Bernd Mayländer    | Stéphane Ortelli    |
| 2001   | Jörg Bergmeister    | Marco Werner       | Stéphane Ortelli    |
| 2002   | Stéphane Ortelli    | Marco Werner       | Timo Bernhard       |
| 2003   | Frank Stippler      | Wolf Henzler       | Pierre Kaffer       |
| 2004   | Wolf Henzler        | Christian Menzel   | Dirk Werner         |
| 2005   | Alessandro Zampedri | Patrick Huisman    | David Saelens       |
| 2006   | Richard Westbrook   | Richard Lietz      | Uwe Alzen           |
| 2007   | Richard Westbrook   | Damien Faulkner    | Uwe Alzen           |
| 2008   | Jeroen Bleekemolen  | Damien Faulkner    | Christian Mamerow   |
| 2009   | Jeroen Bleekemolen  | René Rast          | Stefan Rosina       |
| 2010   | René Rast           | Nick Tandy         | Norbert Siedler     |
| 2011   | René Rast           | Norbert Siedler    | Kuba Giermaziak     |
| 2012   | René Rast           | Kévin Estre        | Nicki Thiim         |
| 2013   | Nicki Thiim         | Sean Edwards       | Michael Ammermüller |
| 2014   | Earl Bamber         | Kuba Giermaziak    | Michael Ammermüller |
| 2015   | Philipp Eng         | Sven Müller        | Michael Ammermüller |
| 2016   | Sven Müller         | Matteo Cairoli     | Mathieu Jaminet     |
| 2017   | Michael Ammermüller | Dennis Olsen       | Matt Campbell       |
| 2018   | Michael Ammermüller | Nick Yelloly       | Thomas Preining     |
| 2019   | Michael Ammermüller | Ayhancan Güven     | Julien Andlauer     |
| 2020   | Larry ten Voorde    | Dylan Pereira      | Ayhancan Güven      |
| 2021   | Larry ten Voorde    | Jaxon Evans        | Ayhancan Güven      |
| 2022   | Dylan Pereira       | Larry ten Voorde   | Laurin Heinrich     |
| 2023   | Bastian Buus        | Larry ten Voorde   | Harry King          |